# David Rees
David Rees (sinh năm 1918) là giáo sư danh dự (emeritus) môn toán lý thuyết ở Đại học Exeter, và đã từng làm trưởng Phân khoa Toán học ở Đại học Exeter trong nhiều năm.

## Cuộc đời và Sự nghiệp
Trong thời kỳ thế chiến thứ hai, Rees làm việc nghiên cứu giải mã máy Enigma ở phân ban Hut 6 tại Bletchley Park (thuộc thành phố Bletchley, Buckinghamshire, Anh).
Năm 1954, trong một bài khảo cứu viết chung với Douglas Northcott, Rees đưa ra lý thuyết Northcott-Rees theory of reductions and integral closures (Thuyết rút gọn và bao đóng nguyên Northcott-Rees), lý thuyết mà sau đó có ảnh hưởng tới đại số giao hoán .

## Giải thưởng và Vinh dự
- Năm 1993, ông được thưởng Giải Pólya (LMS) của Hội Toán học London.
- Tháng 8 năm 1998, một hội nghị về Đại số giáo hoán đã được tổ chức ở Đại học Exter để vinh danh ông nhân dịp ông tròn 80 tuổi.
- Ông là ủy viên giám đốc danh dự của Downing College thuộc Đại học Cambridge [2]

## Gia đình
Năm 1952 , ông kết hôn với Dr Joan S. Cushen, người cũng làm giảng viên môn toán học ở Đại học Exeter. Họ có nhiều con, trong đó có: 
Giáo sư (Susan) Mary Rees, giáo sư toán học ở Đại học Liverpool, sinh năm 1953 